# ひなくり
『ひなくり』は、日本の女性アイドルグループ・日向坂46が、毎年12月に開催していたライブイベント。本記事では、日向坂46がけやき坂46として活動していた時代に開催したクリスマスライブ『ひらがなくりすます』についても言及する。
2023年12月24日に、2018年から2022年までに開催されたライブ映像を記録した『ひらがなくりすます2018 & ひなくり2019〜2022 Complete Box』が発売。

## 開催歴
けやき坂46として活動していた2018年に開催されたクリスマスライブ『ひらがなくりすます2018』が初回の開催となる。名称の一部である「ひらがな」は、けやき坂46が「ひらがなけやき」と呼ばれていたことに因むが、2019年2月11日にけやき坂46が日向坂46に改名したため、その後は名称を『ひなくり』に改めて2019年から2022年まで開催されていた。
ひらがなくりすます
| 回 | タイトル               | 開催日                | 場所       | 収録作品                                                 | 脚注        |
| -- | ---------------------- | --------------------- | ---------- | -------------------------------------------------------- | ----------- |
| 1  | ひらがなくりすます2018 | 2018年12月11日 - 13日 | 日本武道館 | ひらがなくりすます2018 & ひなくり2019〜2022 Complete Box | [ 2 ] [ 5 ] |

ひなくり
| 回 | タイトル                                              | 開催日               | 場所         | 収録作品                                                 | 脚注        |
| -- | ----------------------------------------------------- | -------------------- | ------------ | -------------------------------------------------------- | ----------- |
| 1  | ひなくり2019 〜17人のサンタクロースと空のクリスマス〜 | 2019年12月17日・18日 | 幕張メッセ   | ひらがなくりすます2018 & ひなくり2019〜2022 Complete Box | [ 2 ] [ 6 ] |
| 2  | ひなくり2020 〜おばけホテルと22人のサンタクロース〜   | 2020年12月24日       |              | ひらがなくりすます2018 & ひなくり2019〜2022 Complete Box | [ 2 ] [ 7 ] |
| 3  | ひなくり2021                                          | 2021年12月24日・25日 | 幕張メッセ   | ひらがなくりすます2018 & ひなくり2019〜2022 Complete Box | [ 2 ] [ 8 ] |
| 4  | ひなくり2022                                          | 2022年12月17日・18日 | 有明アリーナ | ひらがなくりすます2018 & ひなくり2019〜2022 Complete Box | [ 2 ] [ 9 ] |

## ひらがなくりすます2018
『ひらがなくりすます2018』は、日本の女性アイドルグループ・けやき坂46が2018年12月11日から13日の3日間、東京都にある日本武道館にて開催したクリスマスライブ。観客動員数3日間で合計約3万人。

### 概要
けやき坂46としては初めてのクリスマスライブの開催となる。このライブは、メンバーがプレゼントボックスから登場し、ベッドで寝ていた柿崎芽実を起こすというオープニングシーンから始まるなど、ミュージカル的な演出となっていた。ダンストラックが、けやき坂46の従来のライブよりも増えたことも特徴の1つとして挙げられる。

### 出来事
メチャカリのCMソングとして制作された楽曲「JOYFUL LOVE」と、欅坂46の8thシングル『黒い羊』に収録されているけやき坂46の楽曲「君に話しておきたいこと」が初披露された。
「JOYFUL LOVE」がライブで披露されるのはこれが初めてであったが、事前に公開されていたこの楽曲が用いられているCM等において、メンバーがカラフルな衣装を着用していたため、同曲が披露された際に、観客は客席が「虹」に染まるようにペンライトの色を変更する演出を行なっていた。これ以降、日向坂46のライブで同曲が披露される際には、ステージから「虹」が見えるようにペンライトを変更するのが慣習となっており、客席が虹に染まる風景がメディアで取り上げられることもしばしばである。なお、この「虹」であるが、ファンが自主的に開始した演出であり、日向坂46のライブが開催される際には、ファン同士が各会場の座席ごとに配色された図を事前にSNS上で共有し、実際にライブへ参加するファンが、それぞれの座席に割り当てられた色に合わせて、それぞれが持つペンライトの色を調整することで成立している。

### 出演者
- けやき坂46
  - 1期生：井口眞緒、潮紗理菜、柿崎芽実、加藤史帆、齊藤京子、佐々木久美、佐々木美玲、高瀬愛奈、高本彩花、東村芽依
  - 2期生：金村美玖、河田陽菜、小坂菜緒、富田鈴花、丹生明里、濱岸ひより、松田好花、宮田愛萌、渡邉美穂
  - 3期生：上村ひなの

## ひなくり2019 〜17人のサンタクロースと空のクリスマス〜
『ひなくり2019 〜17人のサンタクロースと空のクリスマス〜』は、日本の女性アイドルグループ・日向坂46が2019年12月17日と18日の2日間、千葉県にある幕張メッセ 4-6ホールにて開催したライブ。観客動員数は2日間で約4万人。12月18日の公演は、ひかりTV、dTVチャンネルで生中継された。
本公演の開催は、2019年9月26日にさいたまスーパーアリーナにて行われた『3rdシングル発売記念ワンマンライブ』で発表された。

### 概要
「空の世界」にある「プレゼント工場」を舞台にしたストーリーの中に、楽曲を組み込みながら披露するという形式でライブを行った。ストーリーは、サンタクロースの存在を疑っている少女（1日目は河田陽菜、2日目は丹生明里）を中心に展開された。メンバーは空色のサンタクロース衣装で登場し、地上でサンタクロースからのプレゼントを待つ子どもたちにのために、「プレゼント工場」にて忙しくプレゼントの準備をしている。一旦舞台が地上へ移ると、地上でもプレゼントの準備を進めている様子であった。そんな中、河田（丹生）が途中でサンタクロースの存在を疑うような発言をすると、次第に会場が「地上の世界」から「空の世界」へ移り変わっていく。そして神秘的な世界へ辿り着いたかのように思われたが、徐々に空に雨雲がかかると、「おひさま」が隠れて「プレゼント工場」の動きが停止するという危機が訪れてしまう。その後、工場を動かすために、メンバー扮するサンタクロースがどうにか雨雲を吹き飛ばそうと奮闘していく。そしてこれらの最後には、「空色の卵」が登場し、翌年の『ひなくり2020』へとストーリーが繋がる。

### 出来事
公演内で今後の活動に関する複数の発表があった。日向坂46のメンバーによるドラマ『DASADA』の放送、同ドラマとのコラボイベント『日向坂46×DASADA LIVE＆FASHION SHOW』の開催を発表。また、日向坂46の4thシングルの発売、『春の全国アリーナツアー2020』の開催を発表。これら全ての発表が終わった後、メンバーも知らされていなかったサプライズVTRが放映され、『ひなくり2020』を東京ドームにて開催することが発表された。

### 出演者
- 日向坂46
  - 1期生：潮紗理菜、加藤史帆、齊藤京子、佐々木久美、佐々木美玲、高瀬愛奈、高本彩花、東村芽依
  - 2期生：金村美玖、河田陽菜、小坂菜緒、富田鈴花、丹生明里、松田好花、宮田愛萌、渡邉美穂
  - 3期生：上村ひなの

## ひなくり2020 〜おばけホテルと22人のサンタクロース〜
『ひなくり2020 〜おばけホテルと22人のサンタクロース〜』は、日本の女性アイドルグループ・日向坂46が2020年12月24日に開催した配信ライブ。
本来、東京ドームにて12月6日・7日に開催される予定であったが、新型コロナウイルス感染症の流行により、無観客で生配信される形式で開催された。このライブの視聴チケット販売数は95,714枚、推定総視聴者数は約30万人となり、日向坂46の配信ライブとしては史上最大規模となった。

### 概要
前年の『ひなくり2019 〜17人のサンタクロースと空のクリスマス〜』と同様に、ストーリー仕立てのライブを行った。メンバー演じるサンタクロースたちが住む「空の世界」が舞台で、『ひなくり2019』から1年が経った頃という設定である。その世界では、サンタクロースたちの大切なものが次々となくなっていること、夜が1週間も明けていないこと、プレゼントを作るための「おひさま」の力が失われていることなどの非常事態が起こっていた。前年の『ひなくり2019』で登場した「空色の卵」から生まれた青い鳥のポカによると、この事態の原因は「おばけホテル」にあるという。サンタクロースたちは事態の打開をはかるべく、「おばけホテル」に住む「ホテル王」を打ち負かすために、冒険の旅に出ることとなった。

### 出来事
2020年9月より治療のため休養していた松田好花が、サプライズでライブに復帰した。
劇中に登場した、青い鳥のポカは、グループの冠番組『日向坂で会いましょう』（テレビ東京）でMCを務める、オードリーの若林正恭らしき声だと複数メディアが報じた。最後まで声の主は明かされなかったが、2024年12月26日の東京ドーム公演にサプライズ出演した際に「ポカの声を1回でクビになった若林です」と4年越しにネタバラシを行った。

### プロモーション
- 日向坂46クリスマスライブ直前特番〜リハの合間もアザトカワイクしちゃうぞSP〜（2020年12月23日、ABEMA）[28][注 6]

### 出演者
- 日向坂46[7]
  - 1期生：潮紗理菜、影山優佳、加藤史帆、齊藤京子、佐々木久美、佐々木美玲、高瀬愛奈、高本彩花、東村芽依
  - 2期生：金村美玖、河田陽菜、小坂菜緒、富田鈴花、丹生明里、濱岸ひより、松田好花、宮田愛萌[注 7]、渡邉美穂
  - 3期生：上村ひなの、髙橋未来虹、森本茉莉、山口陽世
- オードリー・若林正恭 - 青い鳥・ポカ役（声のみ）[26]

## ひなくり2021
『ひなくり2021』は、日本の女性アイドルグループ・日向坂46が2021年12月24日・25日に、幕張メッセ 9-11ホールにて開催したライブ。両日共に、10のライブ配信サービスからの生配信も行われた。
本公演の開催は、日向坂46の全国アリーナツアー「全国おひさま化計画 2021」最終日の2021年10月20日に、日本ガイシホール公演で発表された。

### 概要
前々年に開催された『ひなくり2019』と前年に開催された『ひなくり2020』とは異なり、本公演はサブタイトルがつかないものであったが、その内容にも変化が見られた。前々年や前年の公演は、その公演を1つのストーリーとして仕立てていたが、本公演では曲ごとに異なる演出がなされており、『ひらがなくりすます2018』に回帰したかのような演出方法が採られた。

### 出来事
本公演2日目の12月25日には、『3周年記念MEMORIAL LIVE ～3回目のひな誕祭～』を、2022年3月30日・31日、東京ドームにて開催することが発表された。

### 出演者
- 日向坂46[8][36]
  - 1期生：潮紗理菜、影山優佳、加藤史帆、齊藤京子、佐々木久美、佐々木美玲、高瀬愛奈、高本彩花、東村芽依
  - 2期生：金村美玖、河田陽菜、富田鈴花、丹生明里、濱岸ひより、松田好花、宮田愛萌、渡邉美穂
  - 3期生：上村ひなの、髙橋未来虹、森本茉莉、山口陽世

## ひなくり2022
『ひなくり2022』は、日本の女性アイドルグループ・日向坂46が2022年12月17日・18日に、有明アリーナにて開催したライブ。12月18日の公演では、11種のライブ配信サービスからの生配信も行われた。
本公演の開催は、2022年10月26日に、日向坂46公式YouTubeチャンネルにて生配信された「日向坂46 8thシングル『月と星が踊るMidnight』発売記念『生ひなリハ』」において発表された。

### 概要
同年9月に加入した4期生の12人は『ひなくり』に初参加となる。同年9月に卒業を発表した2期生の宮田愛萌は、最終日公演のアンコール後に卒業の挨拶が行った。1期生の影山優佳は、本公演に不参加となった。

### 出来事
12月17日の公演では、2023年2月11日・12日、幕張メッセにて『日向坂46 4期生 おもてなし会』を開催すること、2023年4月1日・2日、横浜スタジアムにて『4周年記念MEMORIAL LIVE 〜4回目のひな誕祭〜 in 横浜スタジアム』を開催することが発表された。
12月18日の公演では、2期生の宮田愛萌による卒業挨拶が行われた。その後、他の2期生メンバーが宮田を囲い「君のため何ができるだろう」を歌唱した。

### 出演者
- 日向坂46[9]
  - 1期生：潮紗理菜、加藤史帆、齊藤京子、佐々木久美、佐々木美玲、高瀬愛奈、高本彩花、東村芽依
  - 2期生：金村美玖、河田陽菜、小坂菜緒、富田鈴花、丹生明里、濱岸ひより、松田好花、宮田愛萌[注 8]
  - 3期生：上村ひなの、髙橋未来虹、森本茉莉、山口陽世
  - 4期生：石塚瑶季、岸帆夏、小西夏菜実、清水理央、正源司陽子、竹内希来里、平岡海月、平尾帆夏、藤嶌果歩、宮地すみれ、山下葉留花、渡辺莉奈

## ひらがなくりすます2018 & ひなくり2019〜2022 Complete Box
『ひらがなくりすます2018 & ひなくり2019〜2022 Complete Box』は、日本の女性アイドルグループ・けやき坂46が2018年に開催した『ひらがなくりすます2018』と、改名後の日向坂46が2019年から2022年までに開催した『ひなくり』のライブ映像を収録した映像作品。ソニー・ミュージックレコーズより、2023年12月24日に発売。
商品はBlu-ray Discの他に、フォトブック5冊とメンバー集合アクリルスタンド5種が付属するクリスマスボックス仕様となっている。これは完全生産限定盤であるが、この仕様のみ販売された。

### 出演者
- 日向坂46
  - 1期生：井口眞緒[注 9]、潮紗理菜、柿崎芽実[注 10]、影山優佳[注 11]、加藤史帆、齊藤京子、佐々木久美、佐々木美玲、高瀬愛奈、高本彩花、東村芽依。
  - 2期生：金村美玖、河田陽菜、小坂菜緒[注 12]、富田鈴花、丹生明里、濱岸ひより[注 13]、松田好花、宮田愛萌、渡邉美穂[注 14]。
  - 3期生：上村ひなの、髙橋未来虹[注 15]、 森本茉莉[注 15]、山口陽世[注 15]。
  - 4期生[注 16]：石塚瑶季、岸帆夏、小西夏菜実、清水理央、正源司陽子、竹内希来里、平岡海月、平尾帆夏、藤嶌果歩、宮地すみれ、山下葉留花、渡辺莉奈。

### 収録トラック
Blu-ray
- ひらがなくりすます2018（DISC 1）
- ひなくり2019 〜17人のサンタクロースと空のクリスマス〜（DISC 2）
- ひなくり2020 〜おばけホテルと22人のサンタクロース〜（DISC 3）
- ひなくり2021（DISC 4）
- ひなくり2022（DISC 5）

| 全作詞: 秋元康。 |                                 |        |                                        |                                        |
| #                | タイトル                        | 作詞   | 作曲                                   | 編曲                                   |
| 1.               | 「Overture」                    | 秋元康 | 渡辺尚                                 | 渡辺尚                                 |
| 2.               | 「ハッピーオーラ」              | 秋元康 | 池澤聡                                 | 池澤聡                                 |
| 3.               | 「ひらがなけやき」              | 秋元康 | 川浦正大                               | 野中“まさ”雄一                         |
| 4.               | 「僕たちは付き合っている」      | 秋元康 | Yo-Hey                                 | Yo-Hey                                 |
| 5.               | 「線香花火が消えるまで」        | 秋元康 | 山本加津彦                             | 山本加津彦                             |
| 6.               | 「三輪車に乗りたい」            | 秋元康 | Kaz Kuwamura、カトウリョータ、小木岳司 | Kaz Kuwamura、カトウリョータ、小木岳司 |
| 7.               | 「沈黙した恋人よ」              | 秋元康 | 杉山勝彦                               | 杉山勝彦、三谷秀甫、谷地学             |
| 8.               | 「わずかな光」                  | 秋元康 | 奥田もとい                             | 奥田もとい                             |
| 9.               | 「未熟な怒り」                  | 秋元康 | バクベア                               | 野中“まさ”雄一                         |
| 10.              | 「ノックをするな!」             | 秋元康 | APAZZI                                 | APAZZI                                 |
| 11.              | 「こんな整列を誰がさせるのか?」 | 秋元康 | 春行                                   | APAZZI                                 |
| 12.              | 「君に話しておきたいこと」      | 秋元康 | 杉山勝彦                               | 杉山勝彦、有木竜郎                     |
| 13.              | 「100年待てば」                 | 秋元康 | 坂本麗衣                               | 坂本麗衣、ツタナオヒコ                 |
| 14.              | 「JOYFUL LOVE」                 | 秋元康 | 前迫潤哉、Dr.Lilcom                    | Dr.Lilcom                              |
| 15.              | 「期待していない自分」          | 秋元康 | Kyota.                                 | 生田真心                               |
| 16.              | 「半分の記憶」                  | 秋元康 | 吉田司、村山シベリウス達彦             | 若田部誠                               |
| 17.              | 「誰よりも高く跳べ!」           | 秋元康 | カミカオル、doubleglass                | 野中“まさ”雄一                         |
| 18.              | 「NO WAR in the future」        | 秋元康 | ツキダタダシ                           | ツキダタダシ                           |
| 19.              | 「ひらがなで恋したい」          | 秋元康 | ふるっぺ（ケラケラ）                   | ふるっぺ（ケラケラ）                   |
| 20.              | 「最前列へ」                    | 秋元康 | IKEZO                                  | 若田部誠                               |
| 21.              | 「永遠の白線」                  | 秋元康 | 石井健太郎                             | 石井健太郎                             |
| 22.              | 「車輪が軋むように君が泣く」    | 秋元康 | 斉門                                   | 若田部誠                               |
| 23.              | 「約束の卵」                    | 秋元康 | aokado                                 | aokado                                 |

| 全作詞: 秋元康。 |                                                                |        |                         |                      |
| #                | タイトル                                                       | 作詞   | 作曲                    | 編曲                 |
| 1.               | 「Overture」                                                   | 秋元康 | TomoLow                 | TomoLow              |
| 2.               | 「キュン」                                                     | 秋元康 | 野村陽一郎              | 野村陽一郎           |
| 3.               | 「ハッピーオーラ」                                             | 秋元康 | 池澤聡                  | 池澤聡               |
| 4.               | 「ママのドレス」                                               | 秋元康 | 野村陽一郎              | 野村陽一郎           |
| 5.               | 「まさか 偶然…」                                               | 秋元康 | ふるっぺ（ケラケラ）    | ふるっぺ（ケラケラ） |
| 6.               | 「ホントの時間」                                               | 秋元康 | 野村陽一郎              | 野村陽一郎           |
| 7.               | 「ときめき草」                                                 | 秋元康 | 御子柴リョーマ          | 御子柴リョーマ       |
| 8.               | 「こんなに好きになっちゃっていいの?」                          | 秋元康 | 前迫潤哉、7th Avenue    | 7th Avenue           |
| 9.               | 「川は流れる」                                                 | 秋元康 | 中野領太                | 中野領太             |
| 10.              | 「Cage」                                                       | 秋元康 | 水流雄一朗              | 水流雄一朗           |
| 11.              | 「一番好きだとみんなに言っていた小説のタイトルを思い出せない」 | 秋元康 | 辻村有記、伊藤賢        | 辻村有記、伊藤賢     |
| 12.              | 「Dash&Rush」                                                  | 秋元康 | 小田切大                | 佐々木裕             |
| 13.              | 「My god」                                                     | 秋元康 | doubleglass             | doubleglass          |
| 14.              | 「ドレミソラシド」                                             | 秋元康 | 野村陽一郎              | 野村陽一郎           |
| 15.              | 「キツネ」                                                     | 秋元康 | 原田雄一                | 原田雄一             |
| 16.              | 「NO WAR in the future」                                       | 秋元康 | ツキダタダシ            | ツキダタダシ         |
| 17.              | 「JOYFUL LOVE」                                                | 秋元康 | 前迫潤哉、Dr.Lilcom     | Dr.Lilcom            |
| 18.              | 「誰よりも高く跳べ!」                                          | 秋元康 | カミカオル、doubleglass | 野中“まさ”雄一       |
| 19.              | 「期待していない自分」                                         | 秋元康 | Kyota.                  | 生田真心             |
| 20.              | 「約束の卵」                                                   | 秋元康 | aokado                  | aokado               |

| 全作詞: 秋元康。 |                                                                |        |                         |                              |
| #                | タイトル                                                       | 作詞   | 作曲                    | 編曲                         |
| 1.               | 「Overture」                                                   | 秋元康 | TomoLow                 | TomoLow                      |
| 2.               | 「NO WAR in the future 2020」                                  | 秋元康 | ツキダタダシ            | ツキダタダシ                 |
| 3.               | 「ドレミソラシド」                                             | 秋元康 | 野村陽一郎              | 野村陽一郎                   |
| 4.               | 「ただがむしゃらに」                                           | 秋元康 | 古城康行                | 古城康行                     |
| 5.               | 「まさか 偶然…」                                               | 秋元康 | ふるっぺ（ケラケラ）    | ふるっぺ（ケラケラ）         |
| 6.               | 「川は流れる」                                                 | 秋元康 | 中野領太                | 中野領太                     |
| 7.               | 「どうして雨だと言ったんだろう?」                              | 秋元康 | 杉山勝彦                | 杉山勝彦、石原剛志、有木竜郎 |
| 8.               | 「ソンナコトナイヨ」                                           | 秋元康 | 柳原英樹                | 柳原英樹                     |
| 9.               | 「こんな整列を誰がさせるのか?」                                | 秋元康 | 春行                    | APAZZI                       |
| 10.              | 「Dush&Rush」                                                  | 秋元康 | 小田切大                | 佐々木裕                     |
| 11.              | 「この夏をジャムにしよう」                                     | 秋元康 | pakorama                | pakorama                     |
| 12.              | 「窓を開けなくても」                                           | 秋元康 | CHOCOLATE MIX           | CHOCOLATE MIX                |
| 13.              | 「See Through」                                                | 秋元康 | 佐々木裕                | 佐々木裕                     |
| 14.              | 「キツネ」                                                     | 秋元康 | 原田雄一                | 原田雄一                     |
| 15.              | 「一番好きだとみんなに言っていた小説のタイトルを思い出せない」 | 秋元康 | 辻村有記、伊藤賢        | 辻村有記、伊藤賢             |
| 16.              | 「キュン」                                                     | 秋元康 | 野村陽一郎              | 野村陽一郎                   |
| 17.              | 「My fans」                                                    | 秋元康 | ムラマサヒロキ          | ムラマサヒロキ               |
| 18.              | 「誰よりも高く跳べ! 2020」                                     | 秋元康 | カミカオル、doubleglass | 野中“まさ”雄一               |
| 19.              | 「アザトカワイイ」                                             | 秋元康 | 浦島健太、Miya、TETTA   | TETTA                        |
| 20.              | 「JOYFUL LOVE」                                                | 秋元康 | 前迫潤哉、Dr.Lilcom     | Dr.Lilcom                    |
| 21.              | 「日向坂」                                                     | 秋元康 | 新屋豊                  | 新屋豊                       |
| 22.              | 「青春の馬」                                                   | 秋元康 | 近藤圭一                | 近藤圭一                     |
| 23.              | 「約束の卵 2020」                                              | 秋元康 | aokado                  | aokado                       |

| 全作詞: 秋元康。 |                                       |        |                         |                              |
| #                | タイトル                              | 作詞   | 作曲                    | 編曲                         |
| 1.               | 「Overture」                          | 秋元康 | TomoLow                 | TomoLow                      |
| 2.               | 「アディショナルタイム」              | 秋元康 | RIRIKO、石原剛志        | RIRIKO、石原剛志             |
| 3.               | 「膨大な夢に押し潰されて」            | 秋元康 | 杉山勝彦、Soma Genda    | Soma Genda                   |
| 4.               | 「ソンナコトナイヨ」                  | 秋元康 | 柳沢英樹                | 柳沢英樹                     |
| 5.               | 「アザトカワイイ」                    | 秋元康 | 浦島健太、Miya、TETTA   | TETTA                        |
| 6.               | 「好きということは…」                 | 秋元康 | youth case              | youth case、城戸紘志、加部輝 |
| 7.               | 「世界にはThank you!が溢れている」    | 秋元康 | 野村陽一郎              | 野村陽一郎                   |
| 8.               | 「この夏をジャムにしよう」            | 秋元康 | pakorama                | pakorama                     |
| 9.               | 「嘆きのDelete」                      | 秋元康 | mixakissa               | 野中“まさ”雄一               |
| 10.              | 「まさか 偶然…」                      | 秋元康 | ふるっぺ（ケラケラ）    | ふるっぺ（ケラケラ）         |
| 11.              | 「こんなに好きになっちゃっていいの?」 | 秋元康 | 前迫潤哉、7th Avenue    | 7th Avenue                   |
| 12.              | 「川は流れる」                        | 秋元康 | 中野領太                | 中野領太                     |
| 13.              | 「ホントの時間」                      | 秋元康 | 野村陽一郎              | 野村陽一郎                   |
| 14.              | 「何度でも何度でも」                  | 秋元康 | 後藤康二                | 後藤康二                     |
| 15.              | 「日向坂」                            | 秋元康 | 新屋豊                  | 新屋豊                       |
| 16.              | 「My fans」                           | 秋元康 | ムラマサヒロキ          | ムラマサヒロキ               |
| 17.              | 「キツネ」                            | 秋元康 | 原田雄一                | 原田雄一                     |
| 18.              | 「ってか」                            | 秋元康 | 浦島健太、加藤優希      | 加藤優希                     |
| 19.              | 「誰よりも高く跳べ! 2020」            | 秋元康 | カミカオル、doubleglass | 野中“まさ”雄一               |
| 20.              | 「思いがけないダルレインボー」        | 秋元康 | 藤田卓也                | APAZZI                       |
| 21.              | 「JOYFUL LOVE」                       | 秋元康 | 前迫潤哉、Dr.Lilcom     | Dr.Lilcom                    |
| 22.              | 「君しか勝たん」                      | 秋元康 | デレク・ターナー        | APAZZI                       |
| 23.              | 「約束の卵 2020」                     | 秋元康 | aokado                  | aokado                       |

| 全作詞: 秋元康。 |                                    |        |                         |                  |
| #                | タイトル                           | 作詞   | 作曲                    | 編曲             |
| 1.               | 「Overture」                       | 秋元康 | TomoLow                 | TomoLow          |
| 2.               | 「月と星が踊るMidnight」           | 秋元康 | Masafumi Okamoto        | TomoLow          |
| 3.               | 「青春の馬」                       | 秋元康 | 近藤圭一                | 近藤圭一         |
| 4.               | 「ときめき草」                     | 秋元康 | 御子柴リョーマ          | 御子柴リョーマ   |
| 5.               | 「アディショナルタイム」           | 秋元康 | RIRIKO、石原剛志        | RIRIKO、石原剛志 |
| 6.               | 「ママのドレス」                   | 秋元康 | 野村陽一郎              | 野村陽一郎       |
| 7.               | 「My god」                         | 秋元康 | doubleglass             | doubleglass      |
| 8.               | 「世界にはThank you!が溢れている」 | 秋元康 | 野村陽一郎              | 野村陽一郎       |
| 9.               | 「Right?」                         | 秋元康 | 小網準                  | 小網準           |
| 10.              | 「孤独な瞬間」                     | 秋元康 | 伊藤心太郎              | APAZZI           |
| 11.              | 「ブルーベリー&ラズベリー」        | 秋元康 | 小野貴光                | 若田部誠         |
| 12.              | 「一生一度の夏」                   | 秋元康 | はたゆりこ、野口大志    | 野口大志         |
| 13.              | 「HEY!OHISAMA!」                   | 秋元康 | デレク・ターナー        | 武藤星児         |
| 14.              | 「君しか勝たん」                   | 秋元康 | デレク・ターナー        | APAZZI           |
| 15.              | 「ドレミソラシド」                 | 秋元康 | 野村陽一郎              | 野村陽一郎       |
| 16.              | 「誰よりも高く跳べ! 2020」         | 秋元康 | カミカオル、doubleglass | 野村“まさ”雄一   |
| 17.              | 「キツネ」                         | 秋元康 | 原田雄一                | 原田雄一         |
| 18.              | 「知らないうちに愛されていた」     | 秋元康 | BASEMINT                | BASEMINT         |
| 19.              | 「キュン」                         | 秋元康 | 野村陽一郎              | 野村陽一郎       |
| 20.              | 「JOYFUL LOVE」                    | 秋元康 | 前迫潤哉、Dr.Lilcom     | Dr.Lilcom        |